# Joost de Menyn
Joost de Menyn of Joost van Menen (Frans: Josse de Menin; Menen, ??? - Den Haag, 1600) was een Nederlands diplomaat, raadsheer en rechtsgeleerde in de 16e eeuw. Hij was als diplomaat betrokken tijdens de vroege stadia van het republiek.

## Biografie
Joost de Menyn, zo genoemd naar zijn geboortestad, behaalde zijn doctoraat in de rechten in Orléans, Frankrijk. Tijdens deze tijd werd hij een trouwe aanhanger van de leer van Calvijn. Na terugkomst in Vlaanderen zette Menyn zich in om de vrijheid van godsdienst te garanderen. Hij wachtte de komst van Alva niet af en vluchtte naar Italië. In 1572 kwam hij naar Den Haag om in dienst te treden van de Staten van Holland. Menyn werd naar Willem van Oranje gestuurd naar Bergen, Henegouwen om actie te vragen tegen Lumey van der Marks' moorden.
Menyn kreeg daarna een functie als advocaat-fiscaal (openbare aanklager) aan het Hof van Holland en werd in 1575 hoogleraar in de rechten aan de Universiteit van Leiden. Zijn functie werd later op verzoek van de Prins en staten uitgebreid met raadsheer van het hof. De verschillende colleges aan het Hof van Holland kregen later elk een advocaat-fiscaal maar Menyn kreeg ze allemaal tegelijk. De raad merkte op dat de dat de functies niet combineerbaar zijn, en in 1580 werd Menyn gedwongen afstand te doen van zijn plaats als advocaat-fiscaal.
Als raadspensionaris werd hij van Dordrecht met een ambassade naar Engeland gestuurd in verband met de problemen rond Robert Dudley, 1st Graaf van Leicester, om de Verenigde Nederlanden te verdedigen tegen de Engelse koningin Elizabeth.
Menyn onderscheidde zich door zijn grote diplomatieke vaardigheid. 
Joost de Menyn raakte later betrokken bij een proces wegens verraad als ambassadeur in Denemarken. Hij werd vrijgesproken, maar verloor zijn baan. Hij werd ter compensatie aangesteld als geschiedschrijver van Holland, maar hij stierf waarschijnlijk rond 1600 voordat zijn geschiedenissen gedrukt konden worden.